# 大溪埔頂公園
大溪埔頂公園是位於臺灣桃園市大溪區埔頂的一座公園，占地5.5公頃。公園位於公園路與埔仁路交叉口，距離大溪老街約3分鐘車程。埔頂公園因北二高經過而分作兩大區塊，中以空橋連接，可鳥瞰北二高川流車陣，曾舉辦大溪區原住民族豐年祭、桃園藝術巡演等大型藝文活動。
2018年春節，大溪埔頂公園打造狗年意象「旺來」主題花海，共種植四季海棠、一串紅、情人菊、三色堇等各式草花逾25萬株，吸引社區居民、外縣市遊客前往拍照、打卡。

## 外部連結
- 大溪埔頂公園- 桃園觀光導覽網 （页面存档备份，存于）